# Guy Mitchell
Albert George Cernik (Detroit, Míchigan, 27 de febrero de 1927-Las Vegas, Nevada, 1 de julio de 1999), conocido como Guy Mitchell, fue un cantante, bailarín y actor estadounidense de origen croata con gran éxito en Reino Unido y Australia. Como cantante estrella internacional, en la década de 1950 logró un récord de ventas con 44 millones de unidades, incluidos seis millones de sencillos.
Como actor apareció en 1961 en el papel de George Romack en la serie Whispering Smith de la NBC junto a Audie Murphy como protagonista principal.

## Biografía

### Comienzos
Hijo de emigrantes yugoslavos, sus comienzos los tuvo en actuaciones escolares en bandas juveniles. A los once años firmó con la Warner Bros. Pictures para ser preparado como niño estrella, además de trabajar en la estación de radio KFWB en Los Ángeles, California. Tras finalizar sus estudios compaginó, siempre que pudo, el trabajo con actuaciones como cantante. 

### Carrera
Realizó el servicio militar en la Armada de los Estados Unidos durante dos años, tras lo cual pasó a ser cantante en la Big Band del pianista Carmen Cavallaro. En 1947, hizo algunas grabaciones para Decca con esta misma banda, pero tuvo que abandonar debido a un problema de intoxicación alimentaria. Tras recuperarse fue a la ciudad de Nueva York donde realizó, con el nombre de Al Grant, varias grabaciones con la King Records, una de las cuales, Cabaret, apareció en la revista Variety. En 1949 ganó como solista en el show de radio Arthur Godfrey's Talent Scouts.
En 1951, con la orquesta de Mitch Miller, quién le sugirió el nombre de Guy Mitchell porque lo consideró un buen chico, obtuvo su primer gran éxito con My Heart Cries for You, al que seguirían otros como The Roving Kind o Pittsburgh, Pennsylvania.
Aunque es considerado un cantante anterior al rock algunas de sus canciones tienen un claro ritmo de esta música, como el gran éxito de 1957 Singing the Blues, acompañado con Ray Conniff quién realizaba los silbidos en la canción, que fue número 1 en Estados Unidos, y Heartaches By The Number otro número 1 de 1957 de acuerdo a la lista (charts) de Billboard durante 10 semanas.
En 2007, con motivo de la celebración de lo que hubiera sido su 80 cumpleaños, Sony BMG Music Entertainment lanzó el CD The Essential Collection.

## Muerte
Guy Mitchell falleció a los 72 años de edad en el Desert Springs Hospital de Las Vegas, Nevada, ciudad en la que vivía. Según declaraciones de su esposa, Betty Mitchell, la causa se debió a complicaciones tras un procedimiento de cirugía sin mencionarse de que tipo. Su cuerpo fue cremado y las cenizas entregadas a su familia.

## Temas más conocidos
- "Belle, Belle, My Liberty Belle"
- "Feet Up (Pat Him On The Po-po)"
- "Heartaches By The Number"
- "Knee Deep In The Blues"
- "Look At That Girl"
- "My Heart Cries for You"
- "My Truly, Truly Fair"
- "Ninety Nine Years (Dead or Alive)"
- "Pittsburgh, Pennsylvania"
- "Pretty Little Black Eyed Susie"
- "Rock-a-Billy"
- "Same Old Me"
- "She Wears Red Feathers"
- "Singing the Blues"
- "Sparrow In The Treetop"
- "The Roving Kind"
- "Cloud Lucky Seven"
- "Unless"